# 伊豆の踊子 (1967年の映画)
『伊豆の踊子』（いずのおどりこ）は、1967年（昭和42年）制作の日本映画。川端康成の同名小説の5度目の映画化作品である。主演は内藤洋子と黒沢年男。

## キャスト
- 薫（踊子）：内藤洋子
- 川崎（高校生）：黒沢年男
- 栄吉（踊り子の兄）：江原達怡
- 千代子（その妻）：田村奈己
- お芳（母親）：乙羽信子
- 百合子（雇い娘）：高橋厚子
- お咲（酌婦）：団令子
- お清（酌婦）：二木てるみ
- お滝（女中）：北川町子
- お雪：酒井和歌子
- 茶屋のばあさん：小峰千代子
- 紙屋：小沢昭一
- 鳥屋：西村晃
- お時（女中）：園佳也子
- 温泉宿の女中：森今日子、社美絵子、浦山珠実
- 酌婦：佐藤孝子
- 竹林の男：名古屋章
- 客：宇野晃司、中島春雄[2]
- 婆さん：賀原夏子

## スタッフ
- 監督：恩地日出夫
- 製作：金子正且
- 脚本：恩地日出夫、井手俊郎
- 撮影：逢沢譲
- 美術：育野重一
- 編集：池田美千子
- 音楽：武満徹